# Degré
Degré – miejscowość i gmina we Francji, w regionie Kraj Loary, w departamencie Sarthe.
Według danych na rok 1990 gminę zamieszkiwały 594 osoby, a gęstość zaludnienia wynosiła 60 osób/km² (wśród 1504 gmin Kraju Loary, Degré plasuje się na 789. miejscu pod względem liczby ludności, natomiast pod względem powierzchni na miejscu 1012.).